# Thomas Blake Glover
Thomas Blake Glover (ur. 6 czerwca 1838, zm. 13 grudnia 1911) – szkocki kupiec i przemysłowiec. Osiedlił się w Nagasaki z początkiem okresu Meiji, jego działania przyczyniły się do znaczącego rozwoju Japonii po ponad dwustuletnim okresie izolacji.
Glover przyjechał do Nagasaki w 1859 i pozostał tu do końca życia. Najpierw zarządzał kopalnią węgla, później zbudował pierwszą w Japonii nowoczesną stocznię, którą potem kupił koncern Mitsubishi. Glover handlował także bronią, m.in. uzbroił Satsumę w walce przeciw siogunom. W 1863 zbudował w Nagasaki swój dom w stylu kolonialnym tzw. Ogród Glovera. Glover był żonaty i miał dwoje dzieci z Japonką Tsuru, która była pierwowzorem postaci Cio-cio-san z opery Madame Butterfly Giacomo Pucciniego (chociaż życie Tsuru nie było tak tragiczne jak w wersji operowej).  
Odznaczony japońskim Orderem Wschodzącego Słońca.